# Смит, Адам
А́дам Смит (англ. Adam Smith, МФА [ˈædəm smɪθ]; родился незадолго до 5 (16) июня 1723, Керколди, Шотландия, Королевство Великобритания — 17 июля 1790, Эдинбург) — шотландский экономист и философ

-этик, один из основоположников экономической теории как науки. Считается основателем классической политэкономии.
Биография Смита бедна событиями: он вырос в маленьком городе Керколди, получил образование в Университете Глазго и в Баллиол-колледже в Оксфорде, с 1748 года преподавал в университетах Эдинбурга и Глазго, где читал лекции по литературе и нравственной философии. Примерно в 1750 году сблизился с Дэвидом Юмом, во многом близким ему по взглядам. В 1759 году Смит опубликовал книгу «Теория нравственных чувств», в которой, основываясь на этике сенсуализма, изложил свою концепцию «чувства симпатии» как основы нравственности. В 1763 году ушёл из университета, около двух лет провёл во Франции, где встречался с Вольтером, физиократами Анном Тюрго и Франсуа Кенэ, философами д’Аламбером, Гольбахом, Гельвецием. Вернувшись на родину, к 1776 году написал свой главный труд — «Исследование о природе и причинах богатства народов». Эта книга сделала Смита знаменитым. С 1777 года он состоял в Лондонском королевском обществе, с 1783 года — в Эдинбургском королевском обществе. Последние годы жизни работал на таможне, умер в 1790 году.
«Богатство народов» стало первым систематическим изложением основ экономической науки. В этой книге Смит раскритиковал меркантилизм и сформулировал концепцию производительного труда как источника богатства наций. Основным способом повысить производительность труда и, как следствие, увеличить богатство Смит считал разделение труда и специализацию при выпуске продукции. По его мнению, рынок является идеальным регулятивным механизмом для экономики. В условиях свободной конкуренции люди могут повысить свой достаток, только удовлетворяя потребности других, и в результате эгоизм отдельных индивидов становится источником роста общего благосостояния (это описывается как действие «невидимой руки»). Смит считал полезным ликвидировать все ограничения и монополии как препоны, мешающие экономическому развитию. Он изложил своё видение факторов, формирующих стоимость продукта (рента, прибыль, заработная плата), сформулировал понятия основного и оборотного капиталов, обосновал важность накопления капитала как главной задачи предпринимателя.
В XIX веке учение Адама Смита стало основой экономического либерализма и концепции невмешательства государства в экономические процессы. Долгое время благотворность свободной конкуренции не подвергалась сомнению. Идеи Смита получили развитие в трудах Давида Рикардо и Карла Маркса, существенно повлияли на многие идейно-политические течения. С середины XIX века смитианство подвергалось критике со стороны идеологов социализма и коммунизма, сторонников протекционизма. В XX веке в ответ на появление в ряде стран командно-экономических систем идеи Смита снова обрели популярность в рамках неолиберализма.

## Биография
О жизни Адама Смита, особенно о первых тридцати-сорока годах, известно не слишком многое. Виной тому скудность источников: Смит никогда не вёл дневник, редко писал письма (а если писал, то крайне лаконичные), его переписка с матерью почти полностью утрачена. У экономиста никогда не было друзей, которые могли бы оставить мемуары. Из-за этого Александр Грей писал в 1948 году о «нашей плохой осведомлённости», заставляющей биографов Смита говорить не столько о его жизни, сколько о его времени. Между тем, по словам английского экономиста и публициста конца XIX века Уолтера Бэджета, «книги [Адама Смита] едва ли можно понять, если не иметь представления о нём как о человеке».
Развёрнутой научной биографии Адама Смита до сих пор не существует.

### Ранние годы
Адам Смит появился на свет в небольшом шотландском городе Керколди (графство Файф) на северном берегу залива Ферт-оф-Форт, напротив Эдинбурга. Точной даты рождения в сохранившихся источниках нет, но известно, что крестили ребёнка 5 июня 1723 года. Матерью мальчика была Маргарет Смит (урождённая Дуглас), дочь крупного землевладельца Роберта Дугласа из Стрэтендри. Отец, Адам Смит-старший, последний ребёнок в небогатой семье из Абердина, сделал карьеру юриста и таможенного чиновника; с 1714 года он занимал почётную и доходную должность главного контролёра таможни в Керколди. Он умер в конце января 1723 года после скоротечной болезни, оставив беременную жену и 13-летнего сына от первого брака по имени Хью, воспитывавшегося у абердинских родственников. Вдова больше не выходила замуж, посвятив себя воспитанию ребёнка. Известно, что Адам-младший в возрасте четырёх лет был похищен цыганами, которые его бросили, завидев погоню. «Боюсь, что из него вышел бы плохой цыган», — констатирует в связи с этим эпизодом биограф Смита Джон Рей.
В 1731 году Адам поступил в местную школу, считавшуюся одной из лучших в Шотландии той эпохи. Главный учитель, Адам Миллар, был талантливым педагогом и старался научить детей не только элементарной грамоте и Слову Божьему, но и основам классической культуры. С четвёртого класса (1733 год) юный Смит изучал латынь и классические тексты, причём на всю жизнь любимой его книгой стал «Бревиарий римской истории» Флавия Евтропия. Адам вообще много читал, отдавая предпочтение книгам по истории и географии. По окончании школы в 1737 году он поступил в Университет Глазго, центр так называемого Шотландского Просвещения, где два года изучал этические основы философии под руководством Фрэнсиса Хатчесона. На первом курсе учебная программа включала логику (это было обязательным требованием), а затем Смит перешёл в класс «нравственной философии», то есть наук об обществе. Он усиленно изучал древнегреческий язык, математику и астрономию, брал частные уроки французского языка, штудировал труды Гуго Гроция (автора учения о естественном праве), основоположников эмпиризма Фрэнсиса Бэкона и Джона Локка. К моменту выпуска (весна 1740 года) Смит выделялся среди остальных студентов своими успехами. Поэтому вместе с учёной степенью магистра искусств он получил стипендию Снелла — сорок английских фунтов ежегодно в течение одиннадцати лет на учёбу в Баллиол-колледже в Оксфорде.
Летом 1740 года Смит перебрался в Оксфорд. В первом же письме, направленном из Баллиол-колледжа, он отметил резкие отличия местного уклада от порядков в университете Глазго: от оксфордских студентов требовалось только два раза в день ходить на молитву и два раза в неделю — на занятия, причём почти все преподаватели были священниками англиканской церкви и придерживались давно устаревших доктрин. «Некоторые из этих учёных учреждений, — писал Смит об английских университетах спустя тридцать лет, — предпочли на долгое время остаться святилищами, где нашли приют и защиту давно отвергнутые идеи и устарелые предрассудки… В Оксфордском университете большинство профессоров уже много лет совсем отказалось даже от видимости преподавания». К тому же это заведение славилось якобитскими настроениями, а студенты из Шотландии здесь были объектами для высмеивания и неприязни — из-за их бедности, из-за их произношения, казавшегося англичанам смешным, из-за господствовавшего мнения о том, что шотландцы предали Стюартов. При этом Смит действительно не относился к сторонникам свергнутой династии и отличался необщительностью.
В этой недружелюбной среде Смит прожил почти безвыездно шесть лет. Из-за недостатка денег он ни разу не ездил домой; Адам мог только гостить время от времени у своего кузена Уильяма Смита, секретаря герцога Аргайла, жившего неподалёку — в городке Аддербери. Быт Смита был крайне аскетичным. Он жил в маленькой комнате-келье с минимумом мебели, где зимой всегда было холодно (в связи с этим в одном из писем Адам просил свою мать прислать ему поскорее шерстяные чулки). Смит часто болел: в письмах упоминаются «жестокие болезни дёсен и головокружения». Почти всё своё время юный студент посвящал занятиям и книгам. Он продолжал изучать античную литературу, а также читал английских авторов — Шекспира, Мильтона, Драйдена и других. Улучшив свой французский, Смит начал читать классицистов XVII века (больше всего ему нравились пьесы Жана Расина) и своих современников, Вольтера и Монтескьё. Руководство колледжа относилось к его занятиям настороженно; известно, что «Трактат о человеческой природе» Дэвида Юма, имевшего репутацию атеиста, у Смита изъяли и вынесли читателю строгое предупреждение.
Летом 1745 года «младший претендент» из династии Стюартов поднял восстание. Собрав в Шотландии армию, он двинулся на юг и дошёл до Дерби в Центральной Англии, оказавшись недалеко от столицы и от Оксфорда. Это отразилось на обстановке в Баллиол-колледже. Местные якобиты активизировались, а кто-то из них даже тайно пробрался в комнату Смита и оставил на столе записку со словами: «Проклятый шотландский виг! Мы тебе устроим Босуэл-бридж» (имелось в виду сражение 1679 года, в котором войска Стюартов разбили пресвитериан). Однако в конце года «претенденту» пришлось отступить в Шотландию, и там в апреле 1746 года он был окончательно разгромлен. За этим последовали репрессии как против повстанцев, так и против шотландцев в целом: в частности, им было запрещено носить оружие и традиционную одежду. Смит, возмущённый этим, оставил Баллиол-колледж (формально по семейным причинам) и вернулся в Керколди.
В родном городе Смит провёл два года, занимаясь всё это время самообразованием. За ним сохранялась стипендия Снелла, он получал небольшой доход от отцовского наследства, а потому мог не работать. Благодаря усиленным занятиям уже тогда Смит мог считаться одним из самых образованных людей своего времени.

### Начало карьеры
«Человек обычно рассматривается государственными деятелями и прожектёрами как некий материал для политической механики. Прожектёры нарушают естественный ход человеческих дел, надо же предоставить природу самой себе и дать ей полную свободу в преследовании её целей и осуществлении её собственных проектов... Для того, чтобы поднять государство с самой низкой ступени варварства до высшей ступени благосостояния, нужны лишь мир, лёгкие налоги и терпимость в управлении; всё остальное сделает естественный ход вещей. Все правительства, которые насильственно направляют ход событий иным путём или пытаются приостановить развитие общества, противоестественны. Чтобы удержаться у власти, они вынуждены осуществлять угнетение и тиранию».
Некоторое время Смит не знал, какой деятельностью заняться. Он не хотел ни возвращаться в Оксфорд, ни становиться священником; попытка стать домашним учителем в аристократической семье не увенчалась успехом. Наконец, в 1748 году Генри Хьюм (богатый дворянин, руководитель патриотического кружка, позже ставший бароном Кеймс) предложил Смиту прочесть курс лекций по английской литературе в Эдинбургском университете. Тот согласился и вскоре заслужил репутацию прекрасного лектора, владеющего аудиторией и отлично разбирающегося в предмете (лекции он читал без записей, с опорой исключительно на свою память). Послушать Смита приходили даже светские дамы. В том же году Адам выступил в роли составителя и редактора сборника стихов, принадлежавших перу Уильяма Гамильтона из Бангура — участника восстания 1745 года, бежавшего после поражения на континент. В предисловии Адам выразил надежду на то, что поэт сможет вернуться на родину, и годом позже это действительно произошло.
Тема литературы не удовлетворяла молодого преподавателя. Смит видел, как меняется жизнь шотландского общества, как развивается экономика страны. Он хотел понять, в чём суть происходящих изменений, и поэтому в 1750 году создал новый курс лекций, «О юриспруденции, или О естественном праве», имея в виду все науки об обществе, а особенно социологию и политическую экономию. Уже тогда Смит начал высказывать свои идеи экономического либерализма. В 1751 году он был назначен профессором логики в Университете Глазго, в 1752 году стал членом Философского общества Эдинбурга и перешёл на кафедру нравственной философии, в 1762 году получил учёную степень доктора права. Годы работы в университете Глазго он впоследствии назвал «безусловно самым полезным и, следовательно, самым счастливым» периодом своей жизни.
Постепенно центр внимания профессора смещался от этики (учения о человеческой морали) к социологии и экономике. Прежде, чем этот переход был завершён, Смит опубликовал книгу «Теория нравственных чувств» (1759 год), основанную на материалах его лекций. В этом произведении он проанализировал этические стандарты поведения, обеспечивающие социальную стабильность, а на последних страницах дал обещание: «В другом трактате я попытаюсь дать анализ общих принципов права и государства, а также различных переворотов, которые эти институты претерпели на протяжении веков и периодов развития общества». От планов написать такую книгу Смит не отказывался до конца своих дней, но этот проект оказался слишком трудоёмким. Благодаря «Теории» её автор получил известность, а университет Глазго стал центром притяжения для студентов из других стран, желавших слушать лекции Смита.
В Глазго профессор водил знакомство со многими выдающимися шотландцами: с Джозефом Блэком (химиком и физиком, первооткрывателем углекислого газа и теплоёмкости), Джеймсом Уаттом (изобретателем универсальной паровой машины), Робертом Фоулисом (художником и издателем, основателем первой британской академии дизайна), Чарльзом Таунсендом (впоследствии Канцлером казначейства). Одним из его друзей стал Дэвид Юм. Смит много общался с предпринимателями, богатевшими за счёт колониальной торговли, и эти знакомства дали ему обильный фактический материал для экономических исследований. Профессор стал завсегдатаем Клуба политической экономии, организованного лордом-провостом Глазго Эндрю Кочрейном, и в 1755 году прочёл в этом клубе лекцию, в которой впервые высказал ряд важных идей по экономике. Впрочем, текст этой лекции позже был утрачен.
Источником информации о развитии идей Смита являются записи его университетских лекций, сделанные предположительно в 1762—1763 годах одним из студентов и найденные впоследствии экономистом Эдвином Кэннаном. Судя по этим записям, курс нравственной философии в исполнении Смита к тому моменту являлся скорее курсом социологии и политической экономии, содержавшим материалистические идеи. К другим источникам такого рода относятся найденные в 1930-х годах наброски первых глав книги «Исследование о природе и причинах богатства народов», которые датируются 1763 годом. В этих набросках изложены идеи о роли разделения труда, сформулированы понятия «производительный» и «непроизводительный» труд, критикуется меркантилизм и обосновывается Laissez-faire (принцип максимального невмешательства государства в экономические дела).

### Наставник герцога
«Теория нравственных чувств» принесла Смиту широкую известность. В частности, она заинтересовала лорда Чарльза Таунсенда, который предложил профессору стать наставником его пасынка, 17-летнего Генри Скотта, 3-го герцога Баклю. Ежегодное жалованье в 300 фунтов вдвое превосходило профессорский доход, к тому же Смит получал полное содержание на время службы и пожизненную пенсию. Поэтому в 1763 году он ушёл из университета. Известно, что профессор пытался вернуть студентам деньги за свой курс, так как это была середина семестра, но те единодушно отказались. Таунсенд так охарактеризовал Смита в письме пасынку: «Мистер Смит имеет, помимо многих других достоинств, то преимущество, что он глубоко начитан в вопросах государственного устройства и законов вашей собственной страны [Англии]. Он умён без чрезмерной утончённости, широко образован, но не поверхностен. Хотя он учёный, его взгляды на нашу систему управления не отличаются догматизмом или односторонней узостью. Обучение у него позволит вам за короткое время приобрести знания, необходимые серьёзному политическому деятелю».
В феврале 1764 года Смит отправился вместе с воспитанником на континент. Полтора года он провёл в Тулузе, где начал работу над книгой «Богатство народов», после этого на два месяца уехал вместе с воспитанником в Женеву и там посетил Вольтера. После Женевы Смит и Скотт отправились в Париж, где Дэвид Юм, работавший в то время секретарём британского посольства, познакомил друга с деятелями французского Просвещения. В Париже Смит присутствовал в «антресольном клубе» Франсуа Кенэ, то есть лично познакомился с идеями физиократов; впрочем, по свидетельствам современников, на этих собраниях он больше слушал, чем говорил. Аббат Андре Морелле в своих мемуарах пишет, что Тюрго много раз беседовал со Смитом о теории торговли, банках, государственном кредите и других вопросах «большого сочинения, которое он замышлял». Из переписки известно, что Смит общался также с д’Аламбером и Гольбахом, он посещал салоны мадам Жофрен и мадемуазель Леспинас, бывал у Гельвеция.
Вопрос влияния физиократов на Смита является дискуссионным. Дюпон де Немур считал, что главные идеи «Богатства народов» появились именно благодаря общению с физиократами, но находка профессором Кэннаном конспекта лекций глазговского студента доказывает, что основные идеи сложились у Смита ещё до французской поездки.
В Париже Смит провёл 10 месяцев. В октябре 1766 года ему и его воспитаннику пришлось спешно возвращаться на родину из-за гибели брата герцога — Хью Кэмпбелла Скотта. Больше Смит ни разу не был на континенте.

### Поздние годы
После возвращения из Франции Смит так и не вернулся к преподаванию: пенсия в 300 фунтов позволяла ему не заботиться о хлебе насущном. Полгода, до весны 1767 года, он работал в Лондоне в качестве неофициального эксперта при Чарльзе Таунсенде, ставшем к тому времени Канцлером казначейства. За это время Смит познакомился с политиком Эдмундом Бёрком, литературным критиком Сэмюэлом Джонсоном, историком Эдуардом Гиббоном; возможно, тогда состоялось знакомство и с американцем Бенджамином Франклином. С весны 1767 года Смит шесть лет прожил в Керколди в затворничестве, работая над книгой «Исследование о природе и причинах богатства народов». Это был труд по политической экономии, сумма всех существовавших тогда знаний по экономике, изложенных на основе единых теоретических принципов. Смит не писал сам, а диктовал секретарю, после чего правил текст и давал переписывать его набело. Он жаловался, что напряжённая однообразная работа подрывает его здоровье, и в 1773 году, уезжая в Лондон, даже счёл нужным формально передать Юму права на своё литературное наследство на случай скорой смерти. Смит полагал тогда, что книга уже закончена, однако ему понадобилось ещё два с лишним года на доработку с учётом новых статистических сведений. По ходу дела для облегчения понимания он исключил большую часть ссылок на произведения других авторов; только позже благодаря работе исследователей стало ясно, что Смит использовал сотни источников.
В 1773 году Смит стал членом Лондонского королевского общества, а в 1775 году — членом Литературного клуба. «Богатство народов», изданное в 1776 году, имело огромный успех: первый тираж был раскуплен всего за шесть месяцев. В 1778 году Смит был назначен одним из пяти таможенных комиссаров Шотландии в Эдинбурге (исследователи видят в этом иронию судьбы, так как философ считал таможенные преграды злом для экономики и всего общества). С этого момента Смит жил с матерью в Панмур-хаус в эдинбургском Кэнонгейте. В 1783 году он стал одним из основателей Королевского философского общества в Эдинбурге, а в 1787—1789 годах занимал почётную должность лорда-ректора университета Глазго. Имея очень высокий по тем временам оклад в 600 фунтов стерлингов и являясь знаменитостью, Смит продолжал вести скромный образ жизни и тратил деньги только на благотворительность. Единственной оставшейся после него ценностью была большая библиотека. К службе он относился серьёзно, что явно мешало научной деятельности. Известно, что Смит планировал написать третью книгу, всеобщую историю культуры и науки, но этот план остался неосуществлённым. После его смерти были опубликованы заметки об истории астрономии и философии, а также об изящных искусствах, остальную же часть архива он приказал сжечь. В Эдинбурге у Смита был свой клуб, по воскресеньям он устраивал ужины для друзей, бывал, среди прочих, у княгини Екатерины Дашковой.
Адам Смит скончался в Эдинбурге после продолжительной болезни кишечника 17 июля 1790 года и был похоронен на кладбище Киркелди.

## Личность
«...Он был добросовестен, чрезвычайно кропотлив, методичен, очень уравновешен и честен. Он воздавал должное другим, но не щедро, а лишь когда честь требовала этого. Он никогда не раскрывал заслуг своих предшественников с искренностью Дарвина. В критике он был узок и невеликодушен. Его мужества хватало ровно настолько, чтобы честно выполнять свой долг учёного, причём эти качества прекрасно уживались в нём с изрядной долей осмотрительности».
Смит до конца жизни оставался холостяком; при этом в источниках упоминаются две женщины, с которыми он был близок, — некая Джин и «дева из Файфа». По-видимому, Смит поддерживал близкие отношения со своей матерью, с которой жил после возвращения из Франции до её смерти в 1784 году. В одном с ним доме жила и незамужняя кузина.
Смит любил посещать городские фабрики и мастерские, наблюдать за производством. Известно, что он обратил внимание на паровую машину Ньюкомена, но остался при мнении, что позже люди научатся более удачно применять пар. Один из современников позже вспоминал, что в доме Смита подавалась национальная шотландская пища, соблюдались шотландские обычаи. Смит любил народные песни, танцы и стихи, один из его последних книжных заказов — несколько экземпляров первой книги Роберта Бёрнса (поэт, в свою очередь, высоко ценил Смита и неоднократно ссылался на его работы в своей переписке). Шотландская мораль не поощряла театр, но Смит его всё же любил, особенно французские пьесы.
О взглядах профессора известно только то, что он рассказывает в своих книгах: все личные бумаги после его смерти были сожжены, а в обществе Смит был неразговорчив. По словам Джеймса Босуэлла, который был его студентом в Глазго, а позже встречался с ним в Литературном клубе, Смит был уверен, что, рассказывая о своих идеях, он ухудшает продажи своих книг, а потому предпочитал молчать. Многие современники описывают Смита как человека крайне рассеянного, со странной походкой и странной манерой говорить, с «невыразимо доброй» улыбкой. С детства он имел привычку разговаривать с собой и при этом улыбаться.
Известен ряд комических эпизодов биографии Смита. Так, показывая Чарльзу Таунсенду кожевенную фабрику в Глазго, профессор упал в огромный чан с краской и утонул бы, если бы не помощь слуги. В другой раз Смит по рассеянности положил хлеб с маслом в чайник, выпил отвар и заявил, что это худший чай, какой он когда-либо пил. Выйдя однажды из дома в одном халате, чтобы прогуляться, он так глубоко задумался, что оказался в 15 милях от города, и только колокольный звон вернул его к реальности.
Сохранились два описания внешности Смита. Один из современников говорит о массивном носе, выпученных глазах, выпяченной нижней губе и нервном тике, второй утверждает, что лицо Смита было «мужественным и приятным». Сам профессор однажды сказал: «Я красив только в своих книгах». Смит не любил позировать художникам, так что почти все его прижизненные изображения были нарисованы по памяти; наиболее известные портреты созданы Джеймсом Тэсси и Джоном Кеем.
О религиозных взглядах Смита ведутся научные споры. Родители Адама принадлежали к умеренному крылу пресвитерианской Церкви Шотландии. Существует предположение, что Смит отправился в Оксфорд, намереваясь в дальнейшем стать священником Англиканской церкви. Тем не менее многие учёные считают, что Смит был деистом, поскольку Бог ни разу не упоминается в его работах как объяснение мировой гармонии. К тому же другом Смита был Дэвид Юм, имевший репутацию атеиста. Будучи профессором университета в Глазго, философ добивался от начальства отмены обязательной молитвы перед его лекциями. Тем не менее, некоторые исследователи утверждают, что социально-экономическая философия Смита по своей сути теологична и что вся его модель социального порядка связана с фигурой Бога.

## «Теория нравственных чувств»

### Этика
Наиболее совершенной своей работой Смит считал «Теорию нравственных чувств», впервые изданную в 1759 году и дополнявшуюся автором до самой его смерти. В этой работе рассматривается широкий круг этических и эстетических проблем, причём Смит основывается на этике сенсуализма, которую расширяет, а отчасти даже выходит за её пределы. Проблемы нравственной философии он рассматривает, как и его предшественники, с точки зрения психологии, причём не пытается разработать концепцию правильного поведения, а только описывает проявления морали. Сенсуалисты, начиная с Шефтсбери, писали о «моральном чувстве» (природном свойстве человеческой души, направленном на оценку реальности с нравственной точки зрения), не связывая его с соображениями выгоды или с какими-то внешними воздействиями. Смит тоже видит основу нравственного поведения в одном из естественных свойств человека, но для него это «чувство симпатии», о котором впервые написал Дэвид Юм. Это «способность разделять какие бы то ни было чувствования других людей», существующая благодаря сходству всех людей между собой и работе воображения. Никто не чувствует других лучше, чем самого себя, но отказ от симпатии — это всегда признак низости души, а готовность сочувствовать другим людям — проявление добродетели и соответствие «великому закону природы». При этом у Смита нравственное поведение имеет социальную природу. Дело здесь не только в симпатии, но и в том, что первые представления каждого конкретного человека о нравственности формируется благодаря тому, как окружающие оценивают его поведение, а позже и благодаря собственным наблюдением за поступками других. Философ уверен: у человека, выросшего на необитаемом острове, не будет никакой морали.
Добродетель Смит отделяет от простых приличий: «Как дарования не составляют обычной степени умственных способностей, так и добродетель не принадлежит к ежедневно встречающейся степени нравственных свойств человека». «Приличный» поступок для него тоже является нравственным, но в намного меньшей степени, чем поступок, требующий от человека серьёзных жертв; даже простое стремление к комфорту Смит считает добродетелью (правда, низшего порядка). К добру людей склоняют не абстрактный долг (как, например, у современника Смита Иммануила Канта), а естественные привязанности. Философ особо отмечает, что чувство долга должно «скорее сдерживать, чем возбуждать». Он не даёт определений добродетели и пороку, ограничиваясь характеристикой конкретных проявлений того и другого. Главная добродетель для Смита — справедливость, которая является, в отличие от прочих, обязательной для всех и может быть навязанной насильственно, так как представляет собой «главную основу общественного устройства». Здесь фактически стирается граница между моралью и правом — за нарушение нравственного закона, по мнению философа, необходимо сурово наказывать (внешнее воздействие), но ещё одним наказанием, имеющим огромное значение, являются муки совести (внутренний процесс). Смит уделил этому феномену много внимания. Он считает совесть самым сильным из нравственных чувств и «верховным посредником и вершителем всех наших действий», высшим и строжайшим судом.
Смит вводит деление человеческих «страстей» на «общественные» и «антиобщественные». К первым он относит сострадание, великодушие, доброту, дружескую привязанность: такие чувства доставляют радость и субъекту, и объекту, скрепляют связи между людьми, становятся источником счастья. Антиобщественные же страсти (в частности, «разные виды ненависти и злобы») тоже приносят «несомненную пользу», так как «становятся в некотором роде охранителями справедливости», но при этом их внешние проявления неприятно выглядят. Такие страсти могут вызывать сочувствие только в том случае, если обуреваемый ими человек проявляет сдержанность. К тому же они могут разрушать семейные и дружеские узы, если не контролируются должным образом. Промежуточное положение между «общественными» и «антиобщественными» страстями занимают, согласно Смиту, страсти «эгоистические» — «страдания или удовольствия, испытываемые нами вследствие нашего личного благополучия или несчастья». Вызываемые ими эмоции заметно слабее, чем страсти двух первых типов. В целом, по мнению Смита, больше всего люди готовы сочувствовать «небольшой радости и сильной горести» посторонних: чья-то большая радость будет вызывать зависть, а горе без серьёзных причин обязательно станет предметом насмешек. При этом разделять чужую радость приятнее, чем сопереживать чужому горю.
Согласно Смиту, одной из важнейших страстей является тщеславие в основе которого желание быть предметом всеобщего интереса и объектом для похвал. Именно оно, а не жажда удовольствий и наживы, заставляет людей стремиться к славе и богатству. Тех, кто занял высокое положение, остальные почитают, причём делают это вполне бескорыстно: «Наша угодливость перед высшими чаще рождается из нашего восхищения выгодами их положения, чем из затаённой надежды получить какую бы то ни было пользу от их расположения». Особый пиетет люди испытывают перед монархами. Смит уверен, что казнь короля Карла I в 1649 году, вызвавшая у целой нации сочувствие и ощущение собственной вины, сделала неизбежной Реставрацию Стюартов, а сострадание народа к изгнанному в 1688 году Якову II замедлило «Славную революцию».
Многие учёные отмечают противоречие между «Теорией нравственных чувств» и «Богатством народов»: в первой из книг делается акцент на сочувствии к другим, в то время как вторая фокусируется на роли личных интересов, эгоизма. В литературе это получило название проблема Адама Смита. Впрочем, существует мнение о том, что никакого противоречия нет: просто в двух книгах подчёркиваются разные аспекты человеческой природы, которые варьируются в зависимости от ситуации. По мнению Джеймса Оттесона, обе книги являются «ньютоновскими» по своей методологии и развёртывают одну и ту же «рыночную модель» для объяснения того, как возникают и развиваются социальные институты — в частности, мораль, экономика, язык. Согласно альтернативной точке зрения, личный интерес присутствует в обеих работах и «в первой симпатия — это нравственная способность, которая сдерживает личный интерес, тогда как во второй конкуренция — это экономическая способность, которая сдерживает личный интерес». В любом случае Смит отмечает, что человек может жить только в обществе благодаря своей способности сочувствовать другим и умению сотрудничать на основе эгоистичных интересов.

### Эстетика
Свои эстетические взгляды Смит изложил в пятой части «Теории нравственных чувств». Здесь он выступил как последователь Шефтсбери, Хатчесона и Юма, но ограничился проблемой воздействия на человеческие представления о прекрасном «обычая и моды». Философ констатирует, что это воздействие очень велико, причём мода всё время меняется, а «обычай» достаточно стабилен; влияние первой актуально главным образом для предметов обихода («естественных предметов»), а влияние второго — для искусства. Сам факт такого влияния доказывает относительность понятий «красивого» и «безобразного»; ещё одно доказательство тому Смит видит в варьировании этих понятий в разных странах в разные исторические эпохи. В то же время он подчёркивает, что большую роль в оценках с эстетической точки зрения играет целесообразность: «Полезность каждой формы, её соответствие с целью, которая определила её, вызывают наше одобрение и делают форму приятной независимо от обычая». Здесь философ спорит с антиутилитаристами Шефтсбери и Хатчесоном и соглашается с Юмом.

## «Богатство народов»
«Исследование о природе и причинах богатства народов», раскрывающее взгляды Смита на экономику, стало главным произведением философа. Это очень объёмный труд, в котором автор продемонстрировал широту своих знаний и интересов. Наиболее известными и классическими стали первые 10 глав — о разделении труда, о заработной плате, прибыли, земельной ренте и т. п. Дальше Смит раскрывает множество других тем: он пишет об экономическом развитии Европы в течение всего Средневековья и Раннего Нового времени, о торговой и колониальной политике европейских держав, о постоянных армиях, о военной и судебной системах в первобытную эпоху, о выборах первых епископов, о светской власти христианской церкви, о государственных финансах. Из-за разнообразия изложенного материала, который в значительной степени устарел, современные авторы считают, что «Богатство народов» сейчас никто не читает целиком.
Главной темой «Богатства» Смит во введении называет экономическое развитие — действующие в человеческом обществе силы и закономерности, благодаря которым растёт общий доход. Автора интересуют взаимоотношения людей в процессе производительного труда, распределения доходов, накопления капитала — всё то, что стало благодаря Смиту предметом политической экономии. При этом основным источником богатства общества философ, как и физиократы, считает сельское хозяйство, а не промышленность. Исследователи отмечают, что промышленный переворот в эпоху Смита только начинался, а очевидным мог стать не раньше 1780-х годов, уже после публикации «Богатства». Соответственно Смит остаётся «экономистом мануфактурного периода» с характерными для этой эпохи разделением труда и ограниченным применением машин. Философ не упоминает изобретения, обеспечившие рывок в развитии британской текстильной промышленности в конце XVIII века, ничего не говорит об энергии пара, все приведённые им технические новинки относятся к эпохе Средневековья.
К популярному в ту эпоху меркантилизму (учению, обосновывавшему необходимость активного вмешательства государства в хозяйственную деятельность) Смит относится резко отрицательно, настаивая на том, что протекционизм в любых его проявлениях вреден. По его мнению, для экономического развития необходимы свобода внешней торговли, отмена ограничений на покупку и продажу земли, отказ от регламентации промышленности и внутренней торговли, ликвидация всех факторов, сдерживающих мобильность трудовых ресурсов; целью налоговой политики должно быть только поддержание доходов государства на необходимом уровне, но не регулирование производства и спроса. Однако по мнению Э. Райнерта, Смит был неправильно понятым меркантилистом, который решительно приветствовал меркантилистскую политику в Англии в прошлом, но считал, что нужда в ней отпала. Он хвалил навигационные акты, защищавшие обрабатывающую промышленность и судостроение Англии от голландских конкурентов, говоря, что «они отличаются такой мудростью, точно были продиктованы самым зрелым размышлением» и называя их «пожалуй, одним из самых мудрых мероприятий Англии по регулированию торговли». В «Богатстве народов» только один раз упоминается «невидимая рука» — когда она помогла достичь главной цели меркантилистской политики — заставила покупателей предпочесть отечественную промышленность зарубежной. Это могло произойти только после того, как рынок взял на себя роль, которую раньше выполняли протекционистские меры, и отечественной промышленности не нужна была больше защита.
Современников-физиократов Смит считал отчасти своими единомышленниками, так как они тоже были против руководящей роли государства в экономике. Однако с их тезисом о том, что «чистый доход» создаётся только в сельском хозяйстве, философ не был согласен.
Для методологии Смита характерно сочетание двух сторон — позитивной (анализа закономерностей экономического развития) и нормативной (выработки конкретных рекомендаций в сфере экономической политики). Философ применял метод абстракции, то есть выделения в экономике глубинных и наиболее характерных для неё процессов с отказом от рассмотрения вещей случайных. При этом он не всегда был последователен и полагал, в частности, что товарное производство характерно для всех этапов развития общества.

### Разделение труда, обмен и стоимость
В первых главах «Богатства народов» Смит изложил логичную систему, которая объясняет работу свободного рынка на базе внутренних экономических механизмов разделения труда и конкуренции, а не внешнего политического управления. Разделение труда и его роль в повышении производительности философ сначала объясняет на примере булавочного производства, а потом экстраполирует на всё общество, имея в виду разделение труда между предприятиями и целыми отраслями. При таком подходе экономическая система оказывается громадной сетью связей между производителями, заинтересованными в обмене своей продукцией. Согласно Смиту, «уверенность в возможности обменять весь тот излишек продукта своего труда, который превышает его собственное потребление, на ту часть продукта других людей, в которой он может нуждаться, побуждает каждого человека посвятить себя определённому специальному занятию и развить до совершенства свои природные дарования в данной специальной области»; «склонность к мене, торговле, обмену» Смит называет одной из неотъемлемых черт человеческой натуры. Специализированный производитель достигает успеха благодаря развитию своих умений, отсутствию необходимости переключаться с одного действия на другое и увеличению шансов на механизацию процесса.
Углубление разделения труда и расширение обмена — параллельные взаимосвязанные процессы, которые двигают вперёд экономику, имея в роли ограничителя только размеры рынка. В ходе этих процессов стихийным образом сформировался феномен денег, «великого колеса обращения», радикально упростившего обмен, но играющего подчинённую роль по отношению к производству (самостоятельную значимость денежно-кредитных факторов Смит недооценивал). Смит видел, что ценность любого товара двойственна: с одной стороны — полезность для потребителя (потребительная стоимость); с другой — возможность обмена на другие товары (меновая стоимость).
Смит вслед за Локком считал, что меновая стоимость формируется трудом, затраченным на производство, и усилий, затраченных на покупку. Смит пишет: «Труд был первоначальной ценой, первоначальной покупной суммой, которая была уплачена за все предметы. Не на золото или серебро, а только на труд первоначально были приобретены все богатства мира; и стоимость их для тех, кто владеет ими и кто хочет обменять их на какие-либо новые продукты, в точности равна количеству труда, которое он может купить на них или получить в своё распоряжение». При этом на практике гораздо чаще обмен происходит не на труд, а на другие товары, в том числе деньги. Но именно труд Смит называл «действительным мерилом меновой стоимости всех товаров», а в деньгах выражена лишь номинальная цена.
В связи с этим экономист сформулировал ставший знаменитым «парадокс ценности» («Нет ничего полезнее воды, но на неё почти ничего нельзя купить, почти ничего нельзя получить в обмен на неё. Напротив, алмаз почти не имеет никакой потребительной стоимости, но часто в обмен на него можно получить очень большое количество других товаров») и тут же дал ответ: цена товара не связана с его субъективной ценностью для потребителя, а труда на добывание алмазов тратится намного больше, чем на добывание воды.
Философ далёк от примитивных оценок: он отмечает, что при формировании стоимости учитываются не затраты труда в конкретном случае, а средние показатели, признаёт, что высококвалифицированный труд намного дороже даже при меньших затратах времени и усилий, и что важную роль при ценообразовании играет рыночная конкуренция. Сравнить два «количества труда» не всегда легко — в этой ситуации и приходит на помощь меновая стоимость. Смит изучил колебания ценности серебра за последние 400 лет и пришёл к выводу, что этот драгоценный металл может играть роль качественного измерителя для разных количеств труда только «от одного года к другому», а для больших промежутков времени на роль измерителя лучше подходит зерно. Таким образом, чёткого ответа на вопрос о едином стандарте для определения ценовых пропорций у Смита нет.
Стоимость сама по себе оказывается, согласно Смиту, «центральной ценой», к которой тяготеют цены реальные. «Различные случайные обстоятельства могут иногда держать их [реальные цены] на значительно более высоком уровне и иногда несколько понижать их по сравнению с нею [центральной ценой]. Но каковы бы ни были препятствия, которые отклоняют цены от этого устойчивого центра, они постоянно тяготеют к нему».
Ниже Смит уточняет, что формирование стоимости на основе трудозатрат характерно только для той ситуации, когда продукция принадлежит работнику. Если речь идёт о наёмном труде, стоимость складывается из заработной платы работника, прибыли работодателя и ренты (в том случае, если при производстве используется арендованная земля). Критики этого утверждения, известного как «догма Смита», отмечают, что с трудовой теорией стоимости оно несовместимо.

### «Невидимая рука»
С разделением труда тесно связана концепция «Homo economicus» («человека экономического»), которую приписывают Смиту многие исследователи. Обмениваясь продуктами своего труда с другими, стремясь к личной выгоде и комфорту, люди тем самым неосознанно работают на благо общества; обеспечивая богатство, благополучие и развитие для себя, они автоматически обеспечивают развитие производительных сил и рост общего уровня достатка. Чтобы охарактеризовать сложное взаимодействие множества хозяйствующих субъектов, преследующее неочевидную для этих субъектов цель, Смит использовал метафору «невидимая рука». Впервые это выражение появилось в его ранней работе «История астрономии» в контексте, не связанном с экономикой. Позже оно используется в «Теории нравственных чувств» и в «Богатстве народов» уже для пояснения объективности экономических процессов. Смит пишет, что, стремясь заработать себе на жизнь, человек «невидимой рукой направляется к цели, которая совсем и не входила в его намерения; при этом общество не всегда страдает от того, что эта цель не входила в его намерения. Преследуя свои собственные интересы, он часто более действительным образом служит интересам общества, чем тогда, когда сознательно стремится делать это». Свои слова философ подкрепляет простым примером с мясником, пивоваром и булочником, которые снабжают других людей едой и напитками не из-за симпатии к ним, а только потому, что хотят получить деньги.
Вводя данную метафору, Смит опирался на идеи о «непреднамеренном порядке», высказанные в XVII веке Джоном Локком и Уильямом Петти, а в XVIII веке — Бернардом де Мандевилем. Схожие взгляды были у его современников Дэвида Юма (Юм считал, что правосудие стало продуктом серии частных эгоистических решений) и у Адама Фергюсона, видевшего в политических институтах и частной собственности «результат человеческих действий, но не исполнение чьего-либо конкретного замысла». Современники Смита явно видели в «невидимой руке» руку Бога, и многие учёные последующих эпох считали религиозные ассоциации принципиально важными для понимания этой метафоры.
«Невидимая рука» является образным описанием того, как экономическое взаимодействие простых людей обеспечивает обществу благополучие. Нужно только, чтобы государство поддерживало свободу конкуренции — то, что Смит называет «естественным порядком». Философ называет ряд конкретных мер, с помощью которых можно установить такой порядок: отмену всех ограничений, связанных с мобильностью рабочей силы, либерализацию торговли землёй (в частности, разрешение дробить и продавать принадлежавшие аристократии майораты), отмену регламентации внутренней торговли и промышленности, введение свободы внешней торговли, минимизацию налогового бремени. Смит ожесточённо критикует все предложения меркантилистов. Он против борьбы за активный платёжный баланс (преобладание экспорта над импортом), против любого рода монополий и локальных запретов; философ считает ошибкой стремление британского правительства ограничить промышленное развитие североамериканских колоний. Эти взгляды впервые были высказаны в 1776 году, накануне восстания колонистов.

### Распределение доходов
Богатство нации, согласно Смиту, складывается из годичного продукта труда всех её представителей; это продукты, которые нация производит для собственного потребления, и те, которые она выменивает у других. Ключевые факторы здесь — производительная сила труда и соотношение двух групп населения — тех, кто занят в производительном труде, и остальных. Смит делит всё общество на три основных класса по типу первичного дохода. Это земельные собственники, получающую ренту (плату за аренду земли — главного средства производства), капиталисты, владеющие фермами, фабриками, оборудованием и другими средствами производства и получающие прибыль, и наёмные рабочие, которые продают свой труд и получают заработную плату. Выделяются и другие прослойки, не такие многочисленные, но их доходы Смит считал вторичными, которые образуется за счёт перераспределения первичного. Смит не видел принципиальных различий между предпринимателями, занимающимися сельским хозяйством и промышленностью. При этом он выделил особую группу заимодавцев, ссужающих деньги предпринимателям и получающих свою часть прибыли. Вопреки своим представлениям о свободе рынка Смит полагал, что государство должно устанавливать твёрдую процентную ставку по кредитам, немного превышающую самый низкий из рыночных её вариантов; без такой меры, по его мнению, кредиты доставались бы исключительно спекулянтам и расточителям.
Если производитель работает на своей земле и владеет орудиями труда, он получает весь доход от своей деятельности. Однако Смит был уверен, что для его эпохи это скорее исключение, чем правило: по его словам, в Европе на одного самостоятельного работника приходилось 20 наёмных. Эти слова выглядят как явное преувеличение, но философ правильно понимал суть общих тенденций. Размер заработной платы, согласно Смиту, определяется, исходя из стоимости средств существования самого рабочего и его детей; то есть это деньги, необходимые для воспроизводства трудовых ресурсов. Нижняя граница заработка — прожиточный минимум. Если в обществе имеет место экономический регресс, плата за труд может опуститься ещё ниже, и в результате возникает угроза физического вымирания низших слоёв общества (как в Индии). В условиях застоя (как в империи Цин) зарплата незначительно превышает минимум, а при динамичном развитии она может существенно вырасти. Такой рост со временем приведёт к увеличению численности рабочих, к повышению конкуренции между ними и как следствие — к уменьшению платы за труд. В результате стихийный рыночный механизм выровняет ситуацию. Размер каждого из двух оставшихся вариантов дохода благодаря закону спроса и предложения тоже стремится к «естественному» уровню, и как следствие этого складывается «естественная» цена произведённого товара.
Смит не соглашался с распространённым мнением о том, что прибыль — вид заработной платы, получаемой за организацию труда и общее управление предприятием. Он отмечал, что размер прибыли связан с размерами вложенного капитала, а не с затратами управленческих усилий, а также что собственник производства может нанять менеджера с жалованьем и не делать для предприятия ничего, но всё равно получать прибыль. Смит предположил, что прибыль равна стоимости неоплаченного труда рабочих.
В XVIII веке всё ещё был широко распространён подневольный труд, а во многих странах существовал институт рабства. Смит отмечал, что труд рабов крайне неэффективен из-за отсутствия у них личной мотивации. На вопрос о том, почему рабство в таком случае существует, он дал два ответа, один из сферы психологии, другой — из сферы экономики. Более известен первый: в человеческой природе заложено желание доминировать над другими, и рабство предоставляет элите такую возможность. Второй ответ связан с необходимостью компенсировать рабовладельцам потерю их живой собственности в случае отмены рабства. В теории эта проблема могла быть решена с помощью системы долгосрочных договоров, но в неразвитых обществах обеспечить долгосрочные контракты крайне сложно. Поэтому, боясь остаться без компенсаций, рабовладельцы настаивают на сохранении рабства, хотя осознают его неэффективность. Смит осуждал подневольный труд и с экономической, и с нравственной точек зрения, но высказывался на эту тему с большой осторожностью и перспективу отмены рабства оценивал скептически.

### Капитал и общественное воспроизводство
Под капиталом Смит понимал запас благ, приносящих или способных принести доход. Владелец капитала покупает у работников их труд, рассчитывая получить прибыль в соответствии с размером вложенных средств, и это побуждает его вкладывать возможно большие средства. Первым из экономистов Смит предложил вести учёт разных видов капитала — основного («закреплённого», англ. fixed) и оборотного («крутящегося», англ. circulating) — и дал им определения. К первому, приносящему прибыль «без перехода от одного владельца к другому или без дальнейшего обращения», философ относит орудия труда, недвижимость, которая задействована в производстве или торговле, работы по улучшению земли, а также трудовые навыки. Из этой схемы следует, что рабочие, владеющие такими навыками, должны помимо заработной платы за труд получать ещё и часть прибыли, что в реальности не так, ведь высокая квалификация рабочего означает только рост зарплаты, но не участие в разделе прибыли. Оборотный капитал обогащает владельца благодаря тому, что «постоянно уходит от него в одной форме и возвращается к нему в другой»; это деньги, запасы продовольствия (средства существования работников), полуфабрикаты или исходный материал и произведённая, но ещё не проданная продукция.
Смит придавал большое значение накоплению капитала, видя в этом процессе главную задачу предпринимателя. Сберегая часть дохода, капиталист может расширять производство и создавать новые рабочие места, вследствие чего растёт богатство всего общества. Мотовство аристократии Смит подвергал жёсткой критике: «каждый расточитель», по его словам, «оказывается врагом общественного блага, а всякий бережливый человек — общественным благодетелем». Говоря о пользе накопления, философ имеет в виду не столько увеличение размера капитала, сколько вовлечение в производство дополнительного труда и соответственно увеличение совокупной стоимости произведённой продукции, которой сопутствует увеличение потребления.
По аналогии с понятиями чистой и валовой землевладельческой ренты Смит ввёл понятия чистого и валового дохода. Разницу между ними составляют издержки, необходимые для восстановления основного и оборотного капитала. При этом Смит не считает такие издержки одной из отдельных составляющих естественной цены товара: по его мнению, они там уже заложены в долях, соответствующих трём типам доходов.

### Производительный и непроизводительный труд
Принципиальную важность для Смита имело понятие производительного труда, создающего годичный продукт нации и обеспечивающего накопление капитала. Производительным философ называет такой труд, посредством которого создаются долговременные материальные блага и прибыль; непроизводительный же труд только поглощает доход и никаких благ не создаёт. Характерный пример непроизводительного труда — работа домашних слуг, в которых Смит видит прямую противоположность труженикам мануфактур. В один ряд с такими слугами автор «Богатства народов» ставит весь управленческий аппарат во главе с монархом, армию и флот, на которые нация вынуждена тратить часть своего годичного продукта. Сюда же он относит «как некоторые из самых серьёзных и важных, так и некоторые из самых легкомысленных профессий — священников, юристов, врачей, писателей всякого рода, актёров, паяцев, музыкантов, танцовщиков, певцов всякого рода и пр.». Критики такого разделения отмечают, что понятие производительного труда Смит трактовал слишком узко, игнорируя, в частности, собственный постулат об одной из составляющих основного капитала — «приобретённых и полезных способностях всех членов общества».

## Влияние и критика
«Теория нравственных чувств» имела большой успех у читателей: при жизни автора она переиздавалась пять раз. Исследователи считают эту книгу последним крупным произведением в истории этики сенсуализма. В конце XVIII века, после публикации «Введения в основания нравственности и законодательства» Джереми Бентама, началась эпоха прагматизации этики, и «Теорию» постепенно забыли. В конце XX века она снова стала востребованной благодаря актуализации темы общих гуманистических ценностей.
«Богатство народов» тоже снискало популярность после первой же публикации (при жизни Смита оно переиздавалось четырежды). По словам Арнольда Тойнби, эта книга произвела большое впечатление на «практических людей своего времени», отметивших сочетание «глубины философских изысканий» и «обширного знакомства с деталями». В числе этих «практических людей» был глава британского правительства Уильям Питт-младший, который в своей политике отчасти следовал рекомендациям Смита. Он снизил таможенные пошлины, ограничил монополию Ост-Индской компании, добился ряда льгот для предпринимателей. По словам одного из современников, встретив Смита в обществе в 1787 году, Питт отказался садиться раньше него, объявив: «Мы все здесь ваши ученики». Встречаются оценки «Богатства» как самой важной книги XVIII века или по крайней мере как вершины экономической мысли этого столетия.
К началу XIX века экономические идеи Смита оказались наиболее влиятельными в Англии и Франции — в двух странах, где землевладельческая элита быстрее всего сдавала свои позиции по сравнению с остальной Европой. Однако изначально их сторонниками были в основном «практические люди» — политики и предприниматели. Смитианство подвергалось критике со стороны мыслителей, выражавших интересы английской аристократии (в частности, это Томас Мальтус и Джеймс Лодердейл), со стороны поздних французских физиократов, считавших «неправильным» предоставление труду и капиталу равного с природой (землёй) права считаться производительной силой. Тем не менее, в 1802 году был издан первый комментированный перевод «Богатства народов» на французский язык, а в 1803 году Жан Батист Сэй и Жан Шарль де Сисмонди опубликовали книги, написанные под явным влиянием Смита. В Испании «Богатство народов», по некоторым данным, было запрещено инквизицией, в Германии его встретили с явной неприязнью сторонники камералистики (местной разновидности меркантилизма).
Первым из серьёзных и оригинальных мыслителей, развивших идеи Смита, стал Давид Рикардо, создавший трудовую теорию стоимости. Согласно этой теории, единственной мерой меновой ценности товара является относительное количество общественно необходимого труда. Позже идеи Рикардо развил Карл Маркс, автор концепций «рабочая сила» и «прибавочная стоимость». Мысль Смита о том, что владение товаром при определённых условиях даёт власть над трудом других людей, превратилась у Маркса в мысль о власти капиталиста над наёмным трудом.
В восприятии смитианства сыграло важную роль наличие некоторых внутренних противоречий и непоследовательности в «Богатстве народов», из-за которого представители разных идейно-политических учений могли найти в этой книге вещи, созвучные их взглядам. В результате Смит оказался учителем для французской «школы Сэя» с её доктриной о трёх факторах производства (труд, капитал, земля); для английских социалистов 1820—1840-х годов, обративших внимание на идеи о полном продукте труда, из которого землевладельцы и промышленники забирают свою прибыль; для русских декабристов, придававших особое значение отказу от феодальной эксплуатации, развитию промышленности, оптимизации налогообложения. Консервативные круги Прусского королевства, опираясь на книгу Смита, требовали свободу внешней торговли, а другие последователи философа в той же стране провели либеральные реформы.
Само понятие либерализм, ставшее общеизвестным в начале XIX века и предполагавшее освобождение человеческой личности от косных традиций, ассоциировалось в том числе с учением Адама Смита (особенно в связи с освобождением индивидуальной экономической деятельности от давления государства). Основой экономического либерализма стали три смитовские идеи — о личном интересе как главном двигателе развития, о пагубности монополий и государственного регулирования, о «невидимой руке», которая направляет усилия индивидов к оптимальному для всего общества результату. В итоге «естественный порядок» стал считаться многими оптимальным для экономики любой страны на любом этапе её развития. Автору «Богатства народов» давались самые восторженные оценки. Так, британский историк Генри Томас Бокль пишет: «Об Адаме Смите можно сказать, не боясь опровержения, что этот одинокий шотландец изданием одного сочинения больше сделал для благоденствия человечества, чем было когда-либо сделано совокупно взятыми способностями всех государственных деятелей и законодателей, о которых сохранились достоверные известия в истории».
«Счастливая судьба Адама Смита состоит в том, что он находился в совершенном согласии с духом своего времени. Он защищал те идеи, которые уже назрели, и поставил свой анализ им на службу. Нечего и говорить, что это значило как для самого исследования, так и для его признания: где было бы „Богатство народов“ без свободы торговли и laissez-faire?»
Однако классический либерализм подвергался суровой критике с разных сторон. Так, Сисмонди, в молодости бывший его сторонником, в 1819 году издал книгу «Новые начала политической экономии», в которой заявил, что рост богатства, вопреки Смиту, — не цель экономического развития, а «лишь средство для обеспечения всеобщего счастья». Смитианство Сисмонди считал слишком абстрактной доктриной, которая не выдерживает проверку в реальных условиях: люди, руководимые эгоистичными интересами, не приносят обществу пользу, а только стремятся разорить конкурентов, и поэтому государство должно постоянно регулировать рыночный механизм. Главная задача властей — добиться бескризисного развития и социальной направленности экономики. Немецкий мыслитель Даниель Фридрих Лист (идеолог национальной системы политэкономии) настаивал на пагубности свободы внешней торговли для государств, отстающих от соседей в развитии своей промышленности. Бурный рост промышленного производства, следствием которого были в том числе ухудшение условий жизни рабочих и усиление социального протеста, привёл к усилению критики «слева» — со стороны идеологов социализма и коммунизма. Так, Карл Маркс был уверен, что Смит, формулируя свой вариант теории стоимости, выступал как идеолог буржуазии, то есть был ограничен в суждениях; к тому же Маркс не соглашался с постулатом об универсальности и неизменности экономических законов, доказывая, что предметом политэкономии должны стать «производственные отношения в их изменчивости». Сформировалась концепция о кризисах перепроизводства, периодичных и органически присущих капиталистическому строю. Её сторонники (в их числе был и Маркс) полагали, что причина кризисов — в погоне за прибылью свободное наращивание выпуска промышленных товаров без учёта совокупной потребности в них. К концу XIX века практически всеобщим стало мнение о том, что полная свобода торговли недопустима и что Смит некритично объединил две идеи — о том, что экономические институты формируются спонтанно (с этим все были готовы согласиться), и о том, что эти институты всегда полезны для общества (от этой идеи отказались).
Резкой критике подвергли смитианство некоторые представители австрийской школы. Они стоят на позициях последовательного субъективизма, считая основой всех категорий политэкономии отношение экономического субъекта к вещи (благу), а в Смите соответственно видят своего оппонента. Принадлежавший к этой школе Хесус Уэрта де Сото пишет о начавшемся со Смита «победоносном интеллектуальном империализме английской классической школы», которому противостояла «континентальная католическая традиция». Другой «австриец», Фридрих Август фон Хайек, признал выдающиеся заслуги автора «Богатства народов». «Адам Смит был первым, — пишет Хайек, — кто понял, что методы упорядочения экономического сотрудничества, на которые мы натолкнулись, не умещаются в пределах нашего знания и нашего восприятия»; место «невидимой руки» в трудах австрийца занял «спонтанный порядок» — невидимая структура, которая возникает благодаря эволюции, а не по чьему-то плану.
В XX веке был поставлен ряд экспериментов по выстраиванию нелиберальной модели экономики. Даже в рамках этих моделей Смит не был забыт: так, советские исследователи отмечали, что этот философ «боролся против использования государственной власти в интересах отживающих классов» (в частности, в интересах феодальной аристократии), критиковал колониализм. По словам Абрама Милейковского, марксизм и социализм стали «преемниками лучшей, прогрессивной части» учения Смита. После «Великой депрессии» в западной экономической науке стали очень влиятельными идеи Джона Мейнарда Кейнса, считавшего, что рыночная экономика нестабильна и не может саморегулироваться без постоянного вмешательства государства. Кейнс раскритиковал всю классическую теорию, основанную на книге Смита. Он противопоставил модели «человека экономического» понятие animal spirits — иррационального начала, влияющего на принятие экономических решений, заявил, что доктрина laissez faire исчерпала себя и повергла западную цивилизацию в хаос. По мнению Кейнса, отдельные индивиды, действующие ради собственной выгоды, не могут обеспечить общественное благо, так что экономикой должны заниматься государственные институты.
Реакцией на развитие в отдельных странах плановой экономики и на кризис 1970-х годов стало появление неолиберализма с частичной реабилитацией смитианства. Забытая на время «невидимая рука» была признана одной из ключевых для современной экономики метафор: она активно используется в дебатах о функциональных возможностях рынков. Под «невидимой рукой» понимают «автоматический равновесный механизм конкурентного рынка», благодаря которому согласовываются между собой общий и частные интересы, а также распределяются ресурсы. Согласно Марку Блаугу, в этой концепции сочетаются три идеи: «частные действия отдельных людей могут приводить к непредвиденным и непредусмотренным социальным последствиям», которые «гармонизируются в процессе взаимного продвижения интересов всех членов общества», а этот процесс, в свою очередь, порождает «порядок». Радикальные сторонники неолиберализма приближаются в толковании метафоры к идеям Смита о благотворности стихийно формирующихся экономических институтов, но есть и другие мнения. По словам одного из экономистов 1990-х годов, «хотя рука, без сомнения, действует, она, скорее всего, страдает артритом»; некоторые критики рассматривают «руку» скорее как совокупность ошибок рыночной экономики либо как ошибку самого Смита, имевшую пагубное влияние на науку. По мнению Джозефа Стиглица, «рука» невидима только потому, что она вообще не существует.
Джордж Стиглер разработал на основе идей Смита свою «теорию личного интереса». К смитианству апеллирует и Амартия Сен в книге «Идея справедливости»; по его словам, автор «Богатства народов» пытался «понять, как можно достичь справедливости в жизни», в отличие от приверженцев трансцендентального институционализма, которые искали ответы на вопросы об «идеальных институтах».
Вне зависимости от отношения учёных к отдельным постулатам из «Богатства народов» Адам Смит считается отцом-основателем экономической науки.

## Память
Современные исследователи изучают биографию и идеи Смита в контексте большого культурного подъёма, начавшегося в Шотландии в 1750-е годы. Смит оказывается в одном ряду с экономистом Джемсом Стюартом, философом Дэвидом Юмом, химиком Джозефом Блэком, историком Уильямом Робертсоном и многими другими выдающимися деятелями науки и искусства. В 2009 году в голосовании шотландского телеканала STV он был назван в числе величайших шотландцев всех времён. В 2005 году «Богатство народов» было включено в список 100 лучших шотландских книг. Маргарет Тэтчер утверждала, что носит экземпляр этой книги с собой.
Портрет Смита появился в 1981 году на облигации в 50 фунтов стерлингов, выпущенной Банком Клайдсдейл в Шотландии, а в 2007 году — на банкноте в 20 фунтов, выпущенной банком Англии; это сделало его первым шотландцем, изображённым на деньгах Великобритании.
4 июля 2008 года в Эдинбурге был открыт памятник Смиту авторства Александра Стоддарта. Это бронзовая статуя высотой в три метра, стоящая на площади Парламента. Скульптор XX века Джим Сэнборн посвятил работам Смита несколько своих произведений: в Центральном университете штата Коннектикут расположен «оборотный капитал» (высокий перевёрнутый конус, в нижней половине которого расположена выписка из «Богатства народов», а в верхней части — тот же текст в двоичном коде), в Университете Северной Каролины в Шарлотте «волчок Адама Смита», в Кливлендском университете — ещё один памятник Смиту.
Европейский научно-промышленный консорциум вручает «Медаль Адама Смита» (Medal Eropean Scientific and Industrial Consortium «ESIC» — Adam Smith) за выдающиеся работы в области экономических наук.

## Труды
- Лекции по риторике и написанию писем (1748)
- Теория нравственных чувств (1759)
- Лекции по риторике и написанию писем (1762—1763, опубликованы в 1958)
- Лекции по юриспруденции[англ.] (1766)
- Исследование о природе и причинах богатства народов (1776)
- Сообщение о жизни и работах Дэвида Юма (1777)
- Мысли о состоянии соревнования с Америкой (1778)
- Эссе на философские темы[англ.] (1785)
- Система двойного вложения (1784)

Издания на русском языке
- Смит А. Исследование о природе и причинах богатства народов. / Вступит. статья и комментарий В. С. Афанасьева. — М.: Издательство социально-экономической литературы, 1962. — 684 с.
- Смит А. Исследование о природе и причинах богатства народов (книги I—III). / Пер. с англ, вводная статья и комментарии Е. М. Майбурда. — М.: Наука, 1992. — 572 с. — ISBN 5-02-012059-6
- Смит А. Исследование о природе и причинах богатства народов. — М.: Эксмо, 2007. — (Серия: Антология экономической мысли) — 960 с. — ISBN 978-5-699-18389-0.
- Смит А. Исследование о природе и причинах богатства народов [пер. с англ. П. Н. Клюкина]. — М.: Эксмо, 2016. — 1056 с. — (Серия: Великие экономисты). — ISBN 978-5-699-84994-9
- Смит А. Теория нравственных чувств. — М.: Республика, 1997. — 352 с. — (Серия: Библиотека этической мысли). — ISBN 5-250-02564-1.
- Смит А. Теория нравственных чувств / Адам Смит; [перевод с английского П. Бибикова]. — Москва: Издательство АСТ, 2022. — 512 с. — (Эксклюзивная классика). — ISBN 978-5-17-150903-3
- Смит А. Размышления о началах формирования языков и различном духе исконных и составных языков   = Adam Smith. Considerations Concerning the First Formation of Languages, and the different Genius of Original and Compound Languages.     : 1761 : [пер. с англ.] / Хвальков Е.А. (перевод с английского языка на русский), Лобанова Л.П. (ответственный редактор) // Язык и мышление в теориях происхождения языка XVIII в. Избранные переводы и статьи. — М. : АПК и ППРО, 2012. — С. 50—85.